# تعدين

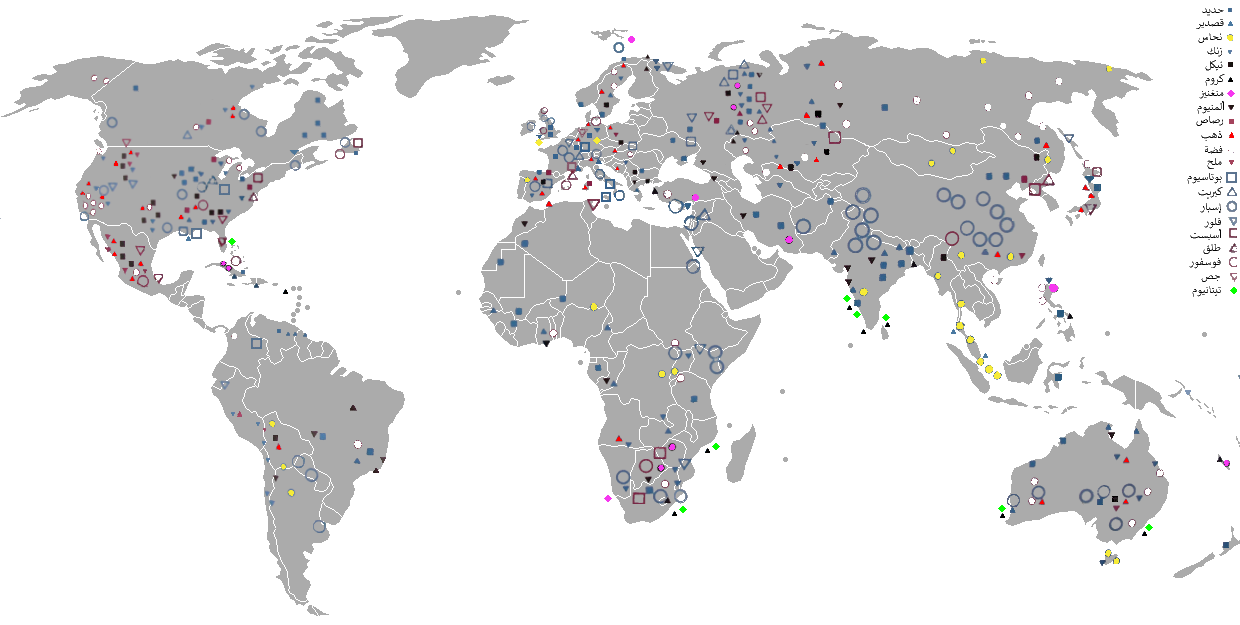
خريطة العالم توضح أنشطة التعدين.

التعدين هو عملية استخلاص المعادن القيمة، أو أي مواد جيولوجية أخرى من باطن الأرض، عادة (وليس دائماً) من جسم خام، أو عرق أو شق فحم. المواد التي نحصل عليها بالتعدين تتضمن البوكسيت، والفحم، والنحاس، والذهب، والفضة، والألماس، والحديد، والفلزات الثمينة، والرصاص، والحجر الحبري، والمكنسيت، والنيكل، والفوسفات، والصخر النفطي، والملح الصخري، والصفيح، واليورانيوم والموليدنم. وأي مادة لا يمكن تنميتها بالعمليات الزراعية، أو خلقها اصطناعياً في معمل أو مصنع، فهي عادة يُحَصَّلُ عليها بالتعدين. فالتعدين بمعنى أعم يضم استخراج أي ثروة غير محددة (مثل النفط، الغاز الطبيعي، وحتى الماء).[بحاجة لمصدر]
تعدّ المعادن عناصر طبيعية، أو مركبات في القشرة الأرضية التي تتكون منها الصخور. يوجد حوالي 3500 نوع من المعادن، ويتشكل منها بلورات جميلة. وتعدّ الأحجار الكريمة والأملاح مثل الذهب وحتى الطلق من المعادن. ويحدد علماء الجيولوجيا نوع المعادن من خلال دراسة بعض خصائصها مثل اللون والشكل والصلابة.[بحاجة لمصدر]

## أنواع التعدين
- الأشابة القديمة (البرونز): هو خليط من معدني القصدير والنحاس. وهو صلب وله قدرة كبيرة على الاحتمال. صُـنع هذا الوعاء في الصين في العام 3000 قبل الميلاد تقريبا.[بحاجة لمصدر]

- المعدن الروماني: استخدم الرومان لأنابيب المياه معدناً يدعى (الرصاص)؛ لأنه قابل للالتواء بسهولة، وقد قاموا بتسخين الخامة لاستخراج المعدن الخالص.

- الألوان في عصر النهضة: خلال عصر النهضة قام الرسامون بسحق المعادن ذي الألوان الزاهية؛ ليصنعوا منها الصباغ، ومن ثم مزجوا هذا الصباغ مع الزيت لصنع الدهانات الجديدة.

- المواد المستخدمة في الكتابة:  تسمى هذه المادة الرقيقة السوداء التي نجدها في أقلام الرصاص (الغرافيت).

### قصة علب الألومنيوم[بحاجة لمصدر]
- الألومنيوم: هو معدن خفيف سهل التشكل، يصدر عن خامة «البوكسيت» التي تستخرج من مقالع الحجارة الضخمة ثم تؤخذ الخامة إلى معمل تكرير لاستخراج المعدن.
- بهدف استخراج المعدن من الخامة، يتم تسخين البوكسيت الخام حتى يتعدى مرحلة الذوبان، وهذا ما يعرف بصهر المعادن، ثم يتم تحويل الألومنيوم المصهور إلى صفائح معدنية مسطحة.
- وفي معمل آخر، يخضع الألومنيوم لتغييرات إضافية، إذ تتحول الصفائح المعدنية تدريجياً إلى آلاف العلب الصغيرة المستخدمة في حفظ المشروبات الفوّارة أو الأطعمة.
- تحتوي الأرض على كمية من البوكسيت تكفي لثلاثمائة عام إلى الأمام، إلا أن تذويب نفاية الألومنيوم أقل تكلفة من استخراجه من المناجم، لذا ينبغي جمع وإعادة الدوران لأكبر عدد ممكن من علب الألومنيوم المستهلكة لاستعمالها مجدداً.

## الدراسة
التعدين من تخصصات الكيمياء والهندسة الكيميائية. ويتطلب دراسة مواد مثل الغرويات.

### أفريقيا
تتصدر شركات كندا الاستثمارات والمشاريع في القارة الإفريقية التي تحظى بدعم حكومي.

### السعودية
- شركة التعدين العربية السعودية «معادن» تدير مناجم مهد الذهب والأمار والصخيبرات وبلغة والحجار للذهب ومعادن الأساس،[2] والغزالة والزبيرة (بوكسيت) للمعادن الصناعية.[3] وفي أقصى شمال السعودية يُستخرج الفوسفات من حزم الجلاميد وينقله قطار تعدين إلى معامل راس الخير المطلة على مياه الخليج.

## إصلاح قطاع التعدين[4]
في نوفمبر 2023 أبدى عدد من كبريات مؤسسات الاستثمار حول العالم، دعماً كبيراً لخطة تتعلق بإصلاح قطاع التعدين، تضمن تلبية هذا القطاع للطلب المتزايد على المعادن الضرورية لعملية التحول الأخضر.[بحاجة لمصدر]
من بين أول الهيئات التي دعمت "لجنة المستثمرين العالمية في قطاع التعدين 2030"، مؤسسات استثمارية تشرف مجتمعة على إدارة 11 تريليون دولار، من بينها "نظام تقاعد معلمي ولاية كاليفورنيا" في الولايات المتحدة، ومؤسسة "إدارة الاستثمار القانوني والعام" (Legal & General Investment Management) الأوروبية، بحسب بيان صدر اليوم الأربعاء.[بحاجة لمصدر]
المجموعة الاستثمارية التي اجتمعت هذا العام بمساعدة من الأمم المتحدة، قالت إنها تهدف إلى "وضع رؤية محددة لقطاع التعدين تتسم بالمسؤولية البيئية والاجتماعية"، والمساعدة في وضع مجموعة من المعايير العالمية لهذه الصناعة تغطي قضايا متعددة، من عمالة الأطفال إلى تهديد التنوع البيولوجي.[بحاجة لمصدر]

## انظرأيضا
- مخلفات التعدين
- غطاء فوقي
- شوائب معدنية
- تعدين هيدرولي
- تنقيب كهربائي
- تعدين الغرف والأعمدة
- إشعال النيران